# 應宗義
應宗義（14世紀—15世紀），字直中，號宜所，浙江寧波府象山縣人，明朝政治人物。

## 生平
應宗義是洪武十六年（1383年）的歲貢，十七年（1384年）中舉人，次年（1385年）聯捷進士，獲授戶部主事。當時朝議兩浙輸糧數量應該和直隸相等，而直隸輸糧比其他省份為重，而戶部卻唯唯諾諾奉旨，他就和員外郎孫崇、司務陳廣謀說：「我們都是浙江人，深知當地情況，一時懼禍曲意逢迎，民力不堪負荷啊。」於是決定慢慢報命，不久明太祖以久未收齊糧餉降罪，說：「從來浙人巧言回護，以後浙江不得入戶部，著為令。」他被謫戍遠處，後來太祖得知浙江土地貧瘠，不能和直隸比，於是讓他復職，陞為工部員外郎，很快去世。

## 引用
1. 1 2  民國《象山縣志·卷二十三·先賢傳二》：應宗義 《浙江通志》作崇義 ，字直中，號宜所，洪武十八年進士，試戶部主事，會議兩浙輸糧額應與直隸等，時直隸起科校他省為重，而戶部奉上旨惟謹，宗義與副郎孫崇、司務陳廣謀曰：「吾輩浙產也，深知浙土，一時懼禍阿旨其如，民力不堪何姑。」徐徐報命可也，未幾上以慢期見譴，曰：「從來浙人巧於回護信然，自是浙人不得入戶部，著為令。」宗義謫戍遠州，久之上廉知浙土磽瘠非直隸比，復宗義職，陞工提【工部】員外郎卒。 康熙縣志，雍正府志
2. ↑  四庫全書《浙江通志·卷一百三十四·選舉十二》：明 舉人……洪武十七年甲子科……應崇義【宗義】 象山人，乙丑進士
3. ↑  民國《象山縣志·卷六·選舉表》：洪武……應宗義 十八年乙丑科（進士），戶部主事，遷工部員外郎，有傳，案《浙江通志》作崇義誤……應宗義 歲貢，十六年貢，萬曆志甲子則十七年